# Gastone Rinaldi
Gastone Rinaldi (Padova, 16 novembre 1920 – Padova, 2006) è stato un designer e calciatore italiano.

## Biografia
Gastone Rinaldi nacque a Padova nel 1920, e si diplomò in ragioneria all'istituto Belzoni. Inizialmente lavorò per l'azienda Rima in via Guido Reni a Padova, fondata da suo padre Mario Rinaldi nel 1916.
Nel suo lavoro di designer ebbe modo di entrare in contatto con molti tra i maggiori designer italiani, tra cui si cita Giò Ponti, Carlo Mollino, Alberto Rosselli, Franco Campo e Carlo Graffi, Michele De Lucchi e Marco Zanuso. Nel 1954 vinse il Premio Compasso d'Oro con la Sedia DU30 prodotta dalla Rima.
Nel 1974 fondò la ditta Thema a Limena. Nel 1981 la sua sedia Dafne prodotta nel 1979 ricevette una segnalazione al Compasso d'Oro, come anche nel 1981 l'Aurora.
Il divano Saturno fa parte della prestigiosa collezione del museo d'arte moderna MoMA di New York.
Rinaldi ebbe anche una intensa attività sportiva.
Come calciatore negli anni 40 giocò per l'Padova militando poi anche alla Cremonese e all'Udinese.
Con la Cremonese nella stagione 1941-42 ha disputato dieci partite, facendo l'esordio con i grigiorossi a Parma il 4 gennaio 1942 nella partita Parma-Cremonese (2-0).
Come automobilista partecipò alla leggendaria Mille Miglia.
Gastone Rinaldi morì a Padova nel 2006.

## Palmarès

### Club

#### Competizioni nazionali
- Serie C: 1

Cremonese: 1941-1942

## Stile
Gastone Rinaldi è stato un designer innovativo, caratterizzato da una linea pulita e sempre armoniosa. Concentrandosi in tutti gli aspetti, dalla progettazione alla produzione delle sedute, fu il primo a modellare tubolari di acciaio e ad utilizzare nuovi sistemi di imbottitura a partire dalla gomma piuma; inoltre ideò sempre sistemi ingegnosi o per impilare o per piegare le sue sedute.

## Opere

### Design industriale
- 1953 Sedia DU 30
- 1953 poltrona DU 43
- 1958 divano Saturno
- 1970 poltroncina Zeta
- 1978 poltroncina Aurora
- 1979 sedia Dafne

## Curiosità
Gastone Rinaldi era noto per la sua passione per la pipa. La sua collezione privata conta più di 200 esemplari.